# Йохан Георг I фон Арним
Йохан Георг I фон Арним (на немски: Johann Georg I. von Arnim; * 1554; † 27 май 1603 в Магдебург) е благородник от стария род фон Арним от Маркграфство Бранденбург.
Той е син, шестото дете на Липолд II фон Арним († 1582, Брауншвайг) и съпругата му Урсула фон Латорф († сл. 1540), дъщеря на Матиас фон Латорф († 1562) и Анна фон Щаупиц (1508 – 1579/1580). Внук е на Липолд I фон Арним († 1525).
Брат е на Ернст фон Арним († 1601), Хайнрих III фон Арним († 1584), Липолд III фон Арним († 1672), Куно I фон Арним († 1621/1624), Урсула фон Арним (1532 – 1571/1577), омъжена пр. 1554 г. за Хартвиг II фон Бредов (1530 – 1590), сестра, омъжена за Ернст фон Езебек, и Барбара фон Арним, омъжена за Георг фон Майендорф.

## Фамилия
Йохан Георг I фон Арним се жени на 25 – 27 февруари 1582 г. в Магдебург за Анна фон Рандов (* 1566; † 12 януари 1592, Магдебург), дъщеря на Йохан фон Рандов и Гертруд фон Алвенслебен. Те имат шест деца:
- Урсула Гертрауд фон Арним († 2 декември 1582)
- Анна Магдалена фон Арним (погребана в Рингелсдорф)
- Катарина фон Арним († сл. 1652), омъжена пр. 1615 г. за Хайнрих фон Рандов (* пр. 1580; † 25 юни 1616, Дретцел)
- Анна фон Арним († сл. 1656); омъжена I. за Готфрид фон Биерн († 1628), II. за Йоахим фон Биерн († 1631), синовете на Левин фон Биерн († 1584) и Анна фон Бредов
- Филип Зигмунд фон Арним († сл. 1645)
- Каспар V фон Арним († сл. 1616)

Йохан Георг I фон Арним се жени втори път 1596 г. за София фон Алвенслебен (* 7 юли 1560, Изеншнибе; † 17 септември 1635, Дретцел), вдовица на Лудолф IV фон Бисмарк († 1590), дъщеря на Валентин фон Алвенслебен (1529 – 1594) и Анна София фон Велтхайм († 1565). Те имат един син:
- Лудолф Ханс Георг фон Арним (* ок. 5 септември 1599, Магдебург; † 1 септември 1671, Хоензееден), женен 1641 г. за Готлиба Магдалена фон Вулфен; имат два сина и три дъщери